# Emmanuel Halgan

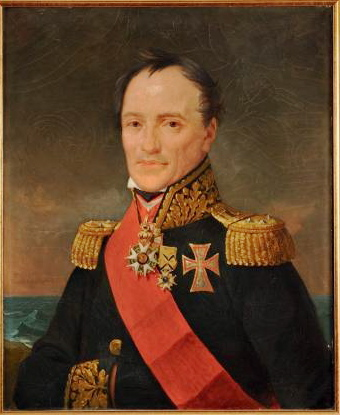
Vice-admiraal Halgan, met het grootkruis van het Legioen van Eer

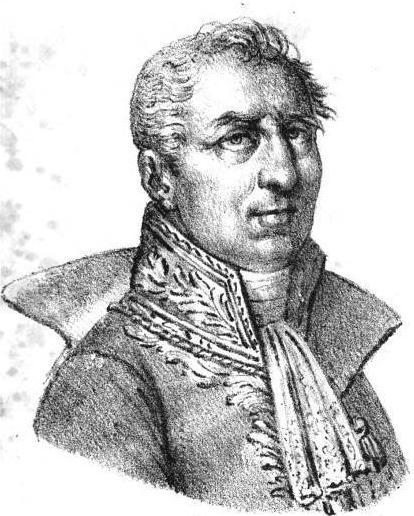
Lebrun beval hem Hellevoetsluis te verlaten (1813)

Emmanuel Halgan (Donges, 31 december 1771 – Parijs, 20 april 1852) was een vice-admiraal in de Franse marine, lid van de Raad van State, en volksvertegenwoordiger. Op het einde van zijn leven was hij gouverneur van Martinique alsook pair van Frankrijk.

## Levensloop
Zijn familie, Halgand (oorspronkelijk met een eind-d geschreven) was afkomstig uit de Pays de la Loire, aan de monding van de Loire, meer bepaald uit Grande Brière. Zelf groeide Halgan op in Donges, een dorp in deze streek.
Aan de leeftijd van 13 jaar ging hij aan de slag als matroos in de Franse marine (1784). Halgan klom progressief op in graad, tot fregatkapitein (1800). In de jaren 1798 – 1812 voer hij constant naar de Franse Antillen en naar India en Mauritius. Hij begeleidde niet alleen handelsschepen op hun route; hij was ook betrokken bij gewapende conflicten. Zo vocht hij tegen de Engelsen in Oost-Indië in de zeeslag van Poulo Aura (1804). Op een van zijn zeevaarten leerde hij Jérôme Bonaparte kennen, de jongste broer van keizer Napoleon I, als een van zijn adjuncten op het schip. Wanneer Jérôme Bonaparte de marine verliet om koning van Westfalen te worden (1807), weigerde Halgan hem te volgen naar Westfalen.
Halgan kreeg nadien de bevelvoering over de oorlogsschepen aan de Maasmonding in Voorne-Putten (1812). In 1813 veroverden duizenden Hollandse opstandelingen, vrij onverwacht, Den Briel en zij trokken naar Hellevoetsluis. Franse mariniers - enkele honderden - hadden moeite om de aanval op Hellevoetsluis af te slaan. Ze stonden op het punt deze plek te verlaten om terug te keren naar hun schepen. Zij hadden de kanonnen onklaar gemaakt en het buskruit nat gemaakt. Dan bedachten ze zich en wierpen een muurtje op om toch nog even stand te houden. Ze kapten het ijs op een meer stuk om te beletten dat de Hollanders over het ijs aanstormden. 's Anderendaags kwam een schip hen buskruit en manschappen aanleveren. Onder leiding van Halgan schoten ze op elke beweging van Hollandse verkenners. Na nog een dag vechten trokken Halgan en de zijnen zich terug; vanop hun schepen beschoten ze verder de opstandelingen, doch dit was niet eenvoudig. Halgan wou immers kost wat kost deze strategische plek behouden. In Parijs sprak Napoleon I lovend over de verdediging van Hellevoetsluis of, in het Frans la défense de Helvoit-Huys. Lebrun, 1e hertog van Piacenza, gaf ten slotte het bevel om weg te varen van Hellevoetsluis (1813). Dit kaderde in de algemene terugtrekking van de Fransen uit Holland en Noord-Brabant, richting Antwerpen. Omwille van zijn strijd in Hellevoetsluis ontving Halgan van Napoleon I de Orde van het Legioen van Eer alsook de Orde van de Heilige Lodewijk (1814).
Van 1814 tot 1819 trok Halgan opnieuw als marine-officier ten strijde, in de Franse Antillen ditmaal. In 1819 keerde Halgan terug naar Frankrijk.
Van 1819 tot 1830 was Halgan volksvertegenwoordiger voor het departement Morbihan. Hij was tevens werkzaam op het ministerie van Marine en zetelde in de Raad van State (1824-1846). In het parlement nam hij het op voor het budget van de marine. Tijdens zijn parlementaire loopbaan kreeg hij 2 bevorderingen in de marine: contra-admiraal (te vergelijken met brigade-generaal) in 1819 en vice-admiraal in 1829.
Van 1831 tot 1846 zetelde hij in de Hoge Gezondheidsraad. Dit onderbrak hij van 1834 tot 1836 toen hij verbleef op de Franse Antillen, namelijk als gouverneur van Martinique.
Halgan werd bevorderd tot pair van Frankrijk (1837). De hoogste onderscheiding binnen het Legioen van Eer viel hem tevens te beurt: het grootkruis. Zijn ontslag gaf hij in 1846. In 1852 overleed hij in Parijs.
- Bibliothèque nationale de France: cb10602710x (data)
- Gemeinsame Normdatei: 1223666956
- International Standard Name Identifier: 0000 0000 6561 6982
- Base Léonore: LH//1259/29
- Système universitaire de documentation: 124311539
- Virtual International Authority File: 90713503
- WorldCat: E39PBJk4DThxpjYJCWdj3DgqcP